# Lacydoides tibetensis
Lacydoides tibetensis là một loài bướm đêm thuộc phân họ Arctiinae, họ Erebidae.